# نورة بنت فيصل بن سعود آل سعود
الأميرة نورة بنت فيصل بن سعود بن محمد آل سعود من مواليد 1988م، هي مؤسس أسبوع الموضة السعودي ومجتمع الأزياء السعودي في المملكة العربية السعودية. في 19 سبتمبر (أيلول) 2018م، أعلنت عن إطلاق أول أسبوع أزياء سعودي رسمي تحت رعاية الهيئة العامة للثقافة. هي رئيسة شرفية لمجلس الأزياء العربي في الرياض Arab Fashion Council، وهو أكبر مجلس غير ربحي في العالم يختص بشؤون الأزياء والموضة ويمثل 22 دولة عربية. وأعلن افتتاح مكتبه الإقليمي في مدينة الرياض وتعيينها كرئيس شرفي للمجلس. تتحدث الأميرة نورة بجانب لغتها العربية الأم ثلاث لغات أخرى وهي اللغة الإنجليزية والفرنسية واليابانية بطلاقة.